# АЦ-2,5-40
АЦ-2,5-40 — пожарная автоцистерна на базе ЗИЛ-4331, ЗИЛ-4334, КамАЗ-4326 и ГАЗ-33086. Предназначена для доставки к месту пожара боевого расчёта из 7 человек, пожарного оборудования, воды и пенообразователя, а также для тушения пожара водой из цистерны, открытого водоёма или водопроводной сети, воздушно-механической пеной с использованием привезённого или забираемого из постороннего резервуара пенообразователя.
Автомобиль оснащён насосом ПН-40 УВ и сигнально-громкоговорящей установкой, например, «Смерч». Привод насоса осуществляется от двигателя через отбор мощности и кардан. Электрооборудование состоит из шасси и прочего электрооборудования. Пожарно-техническое вооружение расположено сверху и в кузовных отсеках.
Автомобиль производит операции пожаротушения:
- путём подачи воды или пены через рукавные линии[12];
- путём перекачки с другими автоцистернами при удалении места пожара от водоёма[13].